# 922 ق م
922 ق م أو 922 قبل الميلاد هي سنة من العقد 92 ق م في التقويم اليولياني البروليبتي (التقويم الميلادي). تسبقها سنة 923 ق م وتليها سنة 921 ق م.

## أحداث
- اوسركون الأول يخلف والده شيشاق/شيشنق الأول على عرش مصر.[5]
- تشو قونغ وانغ يخلف والده مو تشو على عرش الصين.[6]
- وفاه فيرباس، أرشون أثينا بعد حكم دام 30 عامًا ويخلفه ابنه ميجاكليس.[7]

## وفيات
- شيشنق الأول ملك مصر.[5]
- مو تشو ملك من سلالة زو الحاكمة في الصين.[6]
- فيرباس أرشون أثينا.[7]

## كتب
- Yves Denis Papin (1998). Chronologie de l'histoire ancienne. Lieu de publication non identifié: Éditions Jean-paul Gisserot. ISBN:2-87747-346-5. OCLC:40746926. مؤرشف من الأصل في 2022-03-16.
- أحمد محمد عوف (2000)، موسوعة حضارة العالم، QID:Q12246226

## وصلات خارجية
- صفحة السنة على موقع onthisday.com
- سنة 922 ق م على موقع المكتبة الوطنية الفرنسية